# 维尔斯他汀
维尔斯他汀是一种含氮有机化合物，化学式为C16H13NO4，是霍亂弧菌毒素ToxT的抑制剂，2005年在药物筛查中发现。